# José Pérez (futbolista uruguayo)
José Pérez (Montevideo, Uruguay, 30 de noviembre de 1897-5 de diciembre de 1920) fue un futbolista de Uruguay que jugó en la posición de extremo.

## Carrera

### Club
Jugó toda su carrera con el Peñarol de 1913 a 1920, equipo con el que logró ser campeón nacional en 1918.

### Selección nacional
Jugó para Uruguay en 28 ocasiones de 1913 a 1920 y anotó seis goles; ganó la Copa América en tres ocasiones y fue goleador del torneo en 1920.

## Logros

### Club
- Primera División de Uruguay (1): 1918

### Selección nacional
- Copa América (3): 1916, 1917, 1920.[3][4]

### Individual
- Goleador de la Copa América 1920 (3 goles).[5]